# Anders Berg (arkitekt)
Anders Berg, född 10 maj 1916 i Hedemora, död 21 november 2008, var en svensk arkitekt, som blivit känd för sina stora industri- och kontorsanläggningar, bland annat åt LM Ericsson.

## Liv och verk

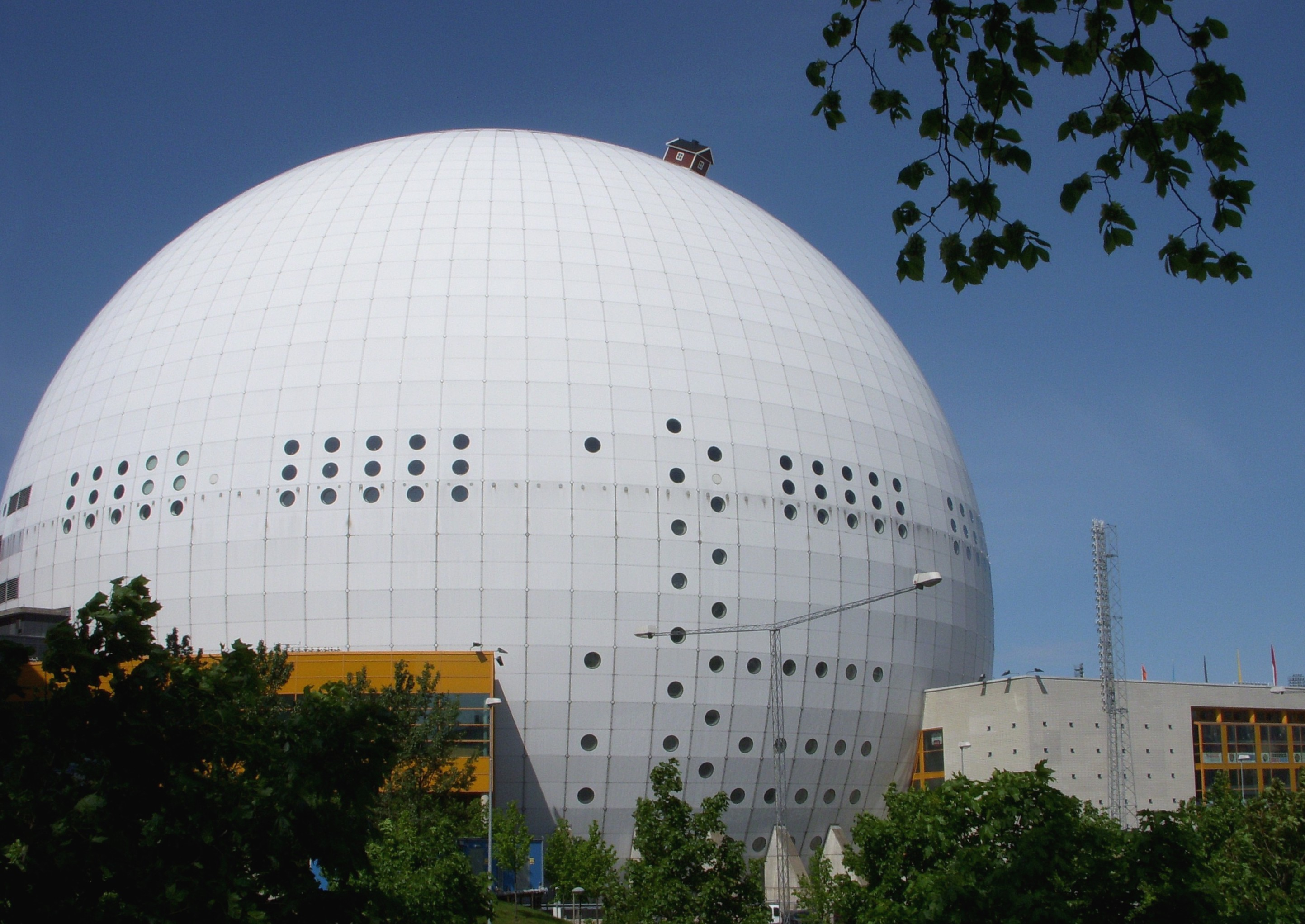
Globen (färdig 1988) är ett av Bergs mest kända verk.

Berg var son till överläkare Sigurd Berg. Efter studentexamen i Sigtuna 1936 studerade han vid Kungliga tekniska högskolan i Stockholm 1938–1942. Berg var anställd hos Ahrbom och Zimdal 1942–1950 och var delägare i Zimdals arkitektkontor 1950–1958. År 1958 grundade han arkitektföretaget "Anders Berg Arkitektkontor".
Kontoret har under Bergs ledning ritat ett flertal stora och kända byggnadsverk i Sverige. 1975 tog Berg in fyra delägare. 1982 ombildade dessa kontoret till "Berg Arkitektkontor AB" då Berg också avvecklade sitt ägande och ledarskap.
I början av 1960-talet ritade Berg kontorsfastigheten Orgelpipan 7, i hörnet av Vasagatan och Klarabergsgatan, känd för att innehålla det nattöppna Apoteket Scheele i bottenvåningen. Komplexet uppfördes av storbyggmästaren Olle Engkvists bolag Bygg-Oleba i egen regi och omfattade drygt 40 000 m² kontorsyta. I mitten på 1960-talet fick Berg av LM Ericsson uppdraget att rita tillbyggnader längs Södertäljevägen i Västberga i södra Stockholm, LM Ericsson-byggnaden, Södertäljevägen; ett stort komplex i rött tegel som blivit ett landmärke vid motorvägen E4/E20. En annan 1960-talsanläggning som hör till Bergs produktion (med Lars Wahlman som ansvarig arkitekt) var bryggeribyggnaderna för Pripps i Ulvsunda industriområde, Bromma, som präglas av sammanhängande byggnadskroppar av rödbrunt tegel. Anläggningen fungerar idag som stormarknad och grossistcentral för en rad olika företag som Bauhaus, ÖoB och Citygross. Den förändrade användningen har fört med sig tillbyggnader, men anläggningen bevarar ändå sin ursprungliga monumentala fabriksarkitektur och den är ett blickfång vid Bällstaviken.
År 1970 invigdes kraftvärmeverket Högdalenverket i södra Stockholm. Anläggningen domineras av höga skorstenar och en bunkerliknande byggnad som är uppförd av betongelement och plåt. Kontoret har under Bergs ledning ritat byggnader för ett flertal pappersbruk i Sverige så som Bäckhammars Bruk AB 1958-1976, Holmens Bruk i Hallstavik 1958-1974 och Vargön 1971-1976 och Bravikens pappersbruk. År 1977 blev LM Ericssons anläggning i Kungens kurva i Huddinge kommun inflyttningsklar. I början av 1980-talet etablerade Berg ett samarbete med arkitekt Erik Thelaus, ett resultat av detta samarbete blev kontorsfastigheten Marievik 15 i Liljeholmen i södra Stockholm. Byggnaden är numera "grönklassad" av Stockholms stadsmuseum, vilket innebär bland annat att den bedöms ha ett högt kulturhistoriskt värde. År 2023 inleddes rivning av fastigheten.
Åren 1984-1987 uppfördes Hammarbyverket med Folke Mandelius som ansvarig arkitekt. Här skapades vita byggnadsvolymer, som i sin komposition ger en beskrivning av processen som sker inom byggnaden; renat avloppsvatten driver ett antal värmepumpar som producerar fjärrvärme till Stockholm. 1993 stod DNEX-tryckeriet i Akalla färdig.
Anders Berg utförde även ritningar till ett tiotal villor, i regel i samband med beställning av större projekt såsom industrianläggningar eller kontorshus. En av dessa, Villa Nüske, byggd år 1948, finns i Enskede, Stockholm.

## Verk i urval

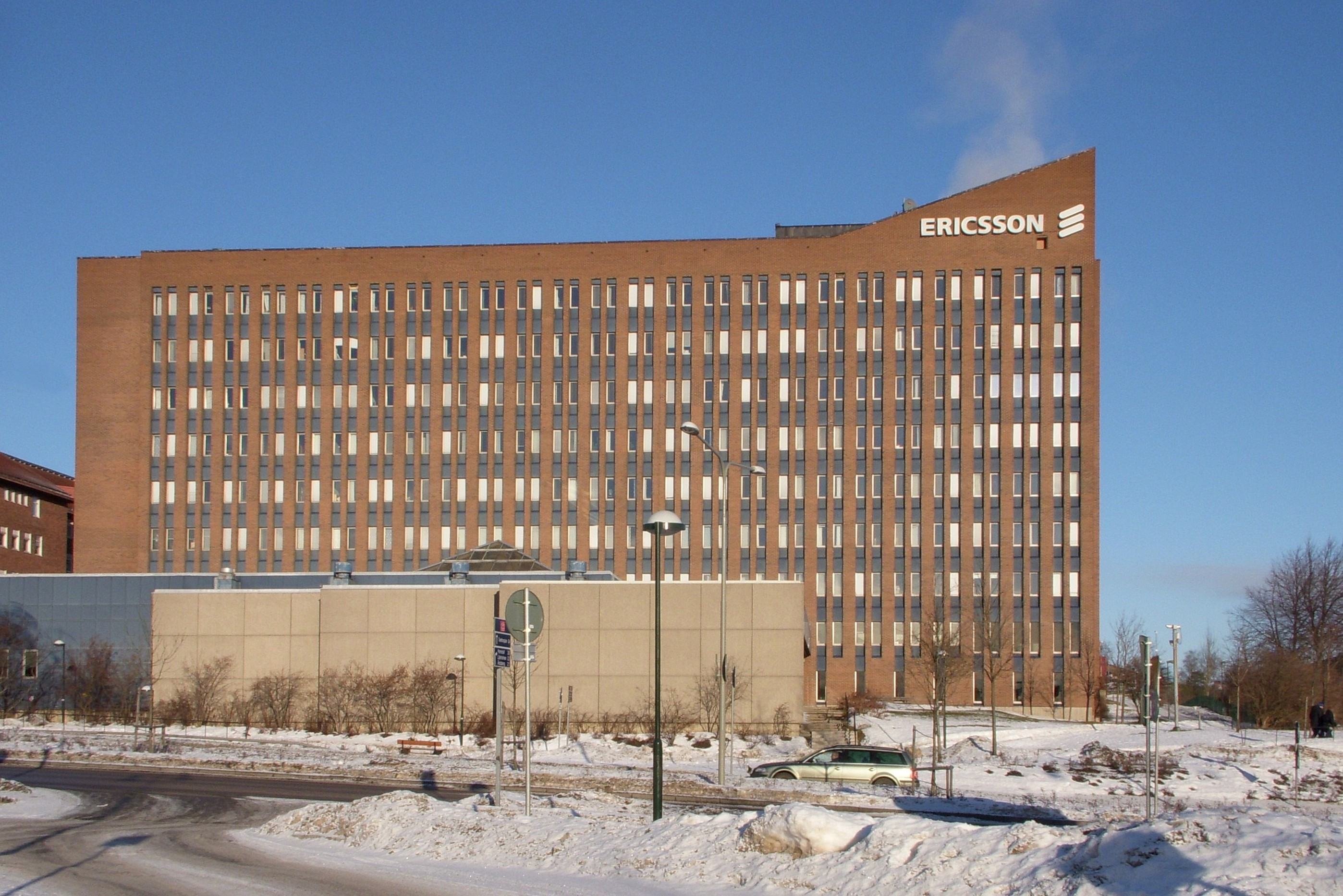
Kontorsbyggnad för L.M. Ericsson, Västberga, 1968-1970
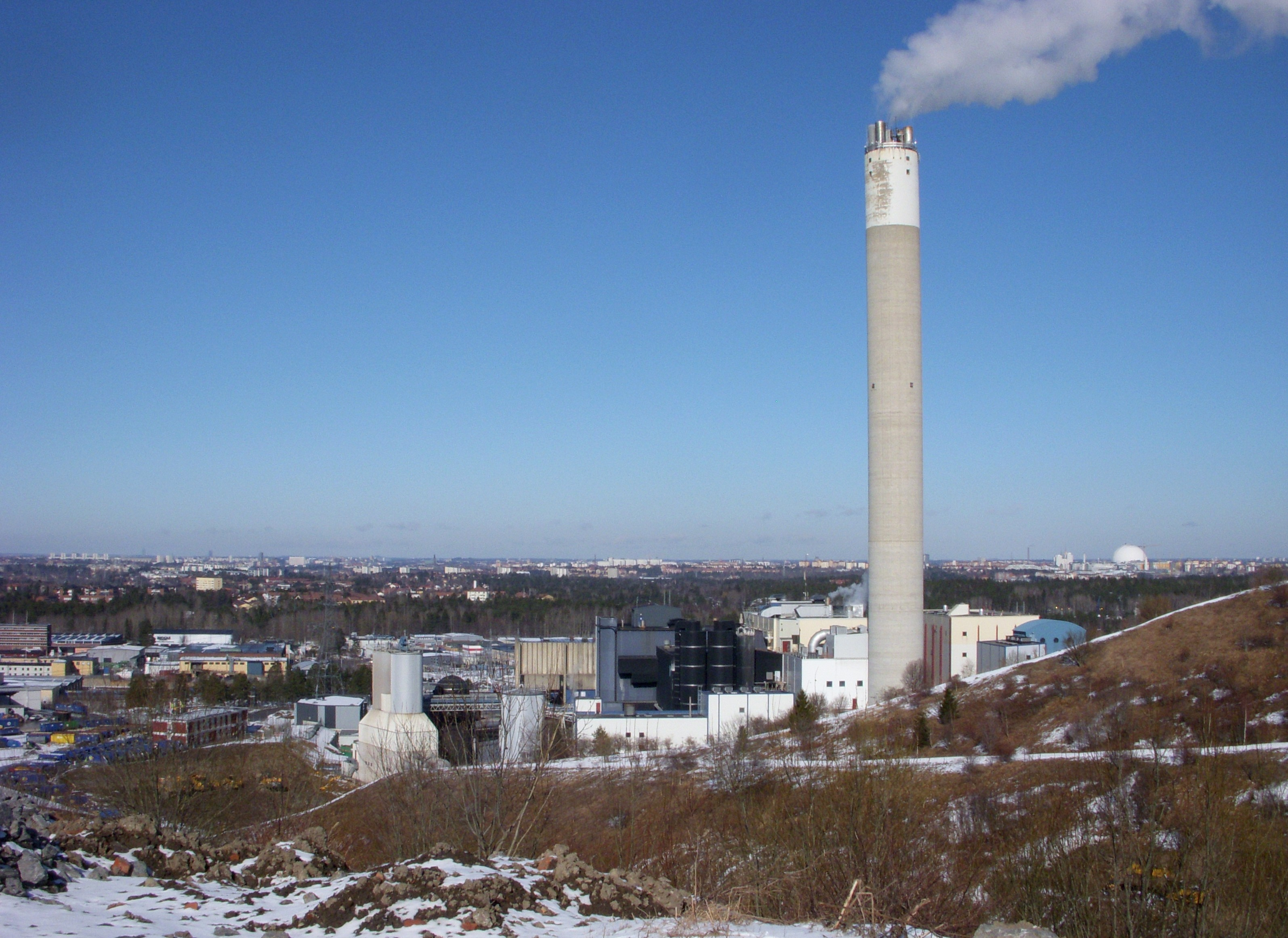
Högdalsverket, 1970.
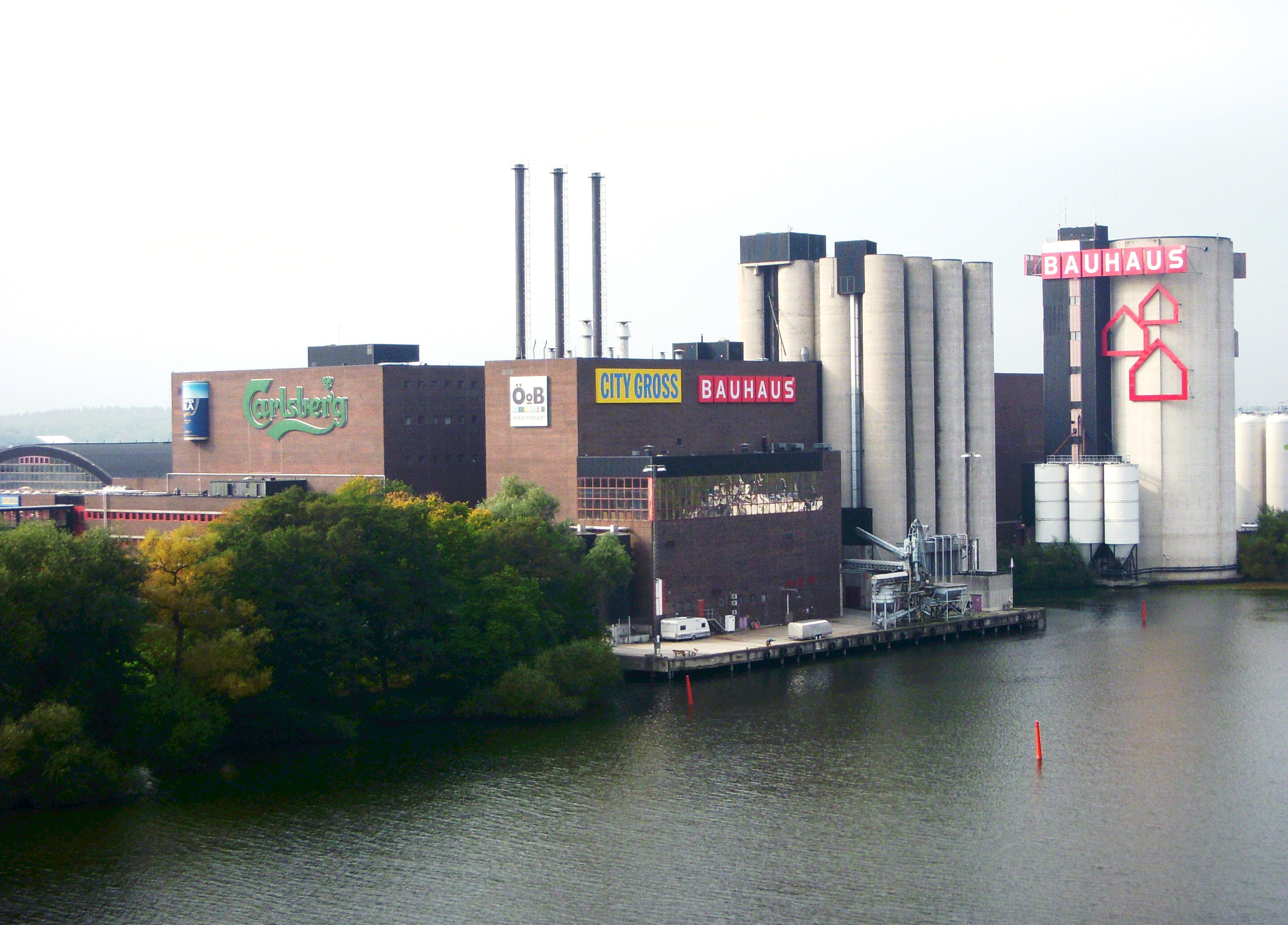
Bryggerianläggning för Pripps, Ulvsunda, 1967-1970
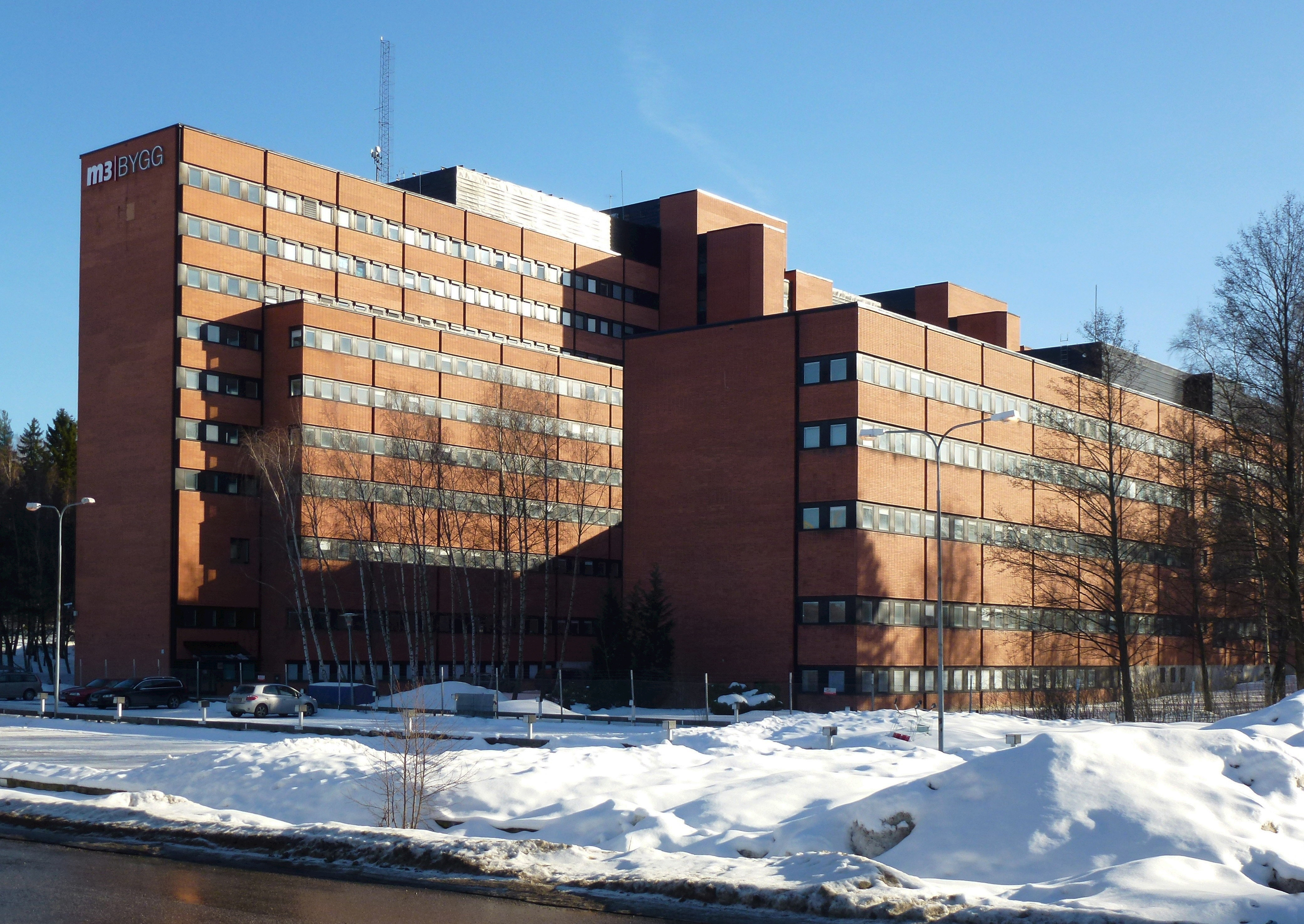
LM Ericsson-byggnaden, Kungens kurva, 1977
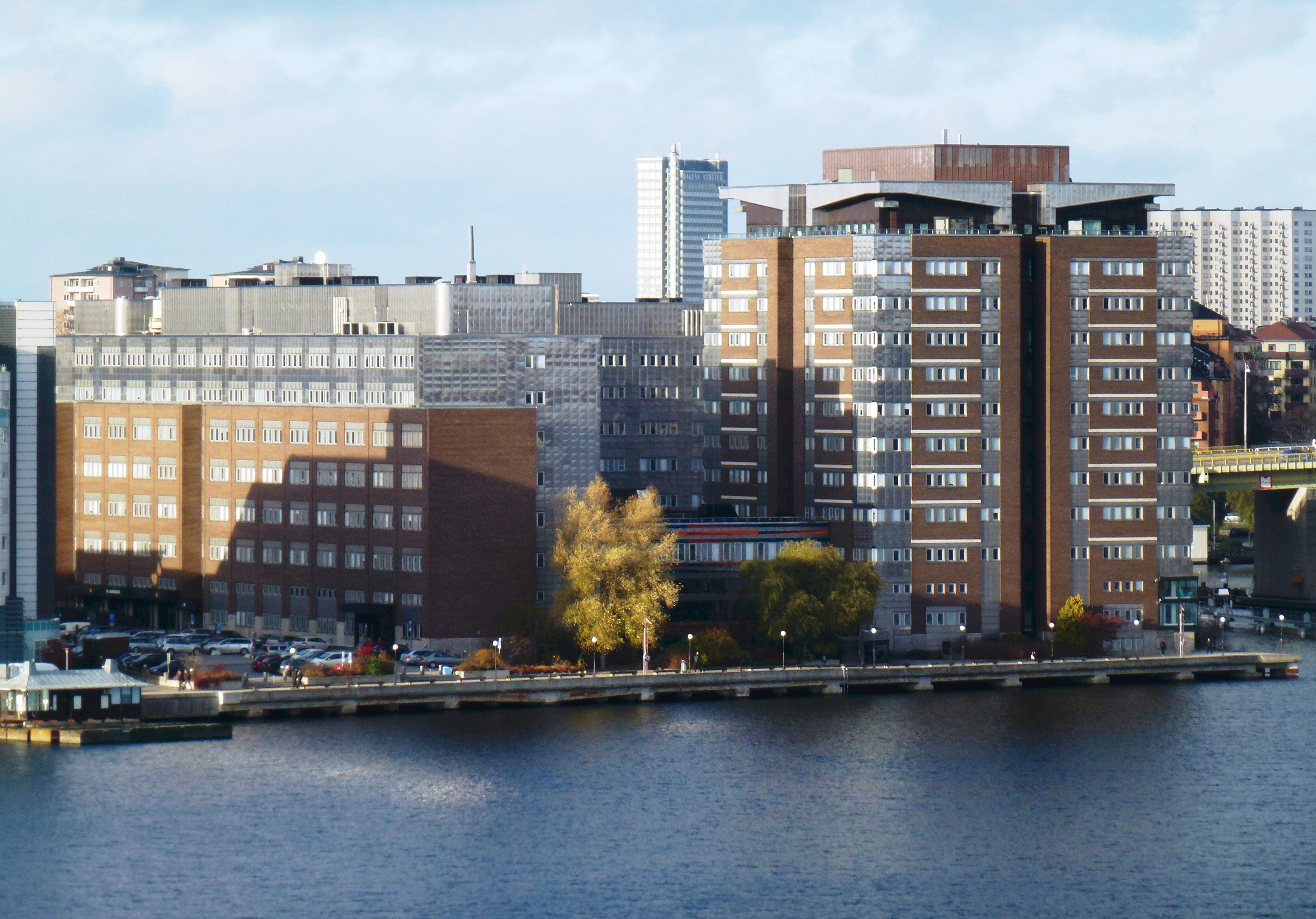
Marievik 15, tillsammans med Erik Thelaus, 1980
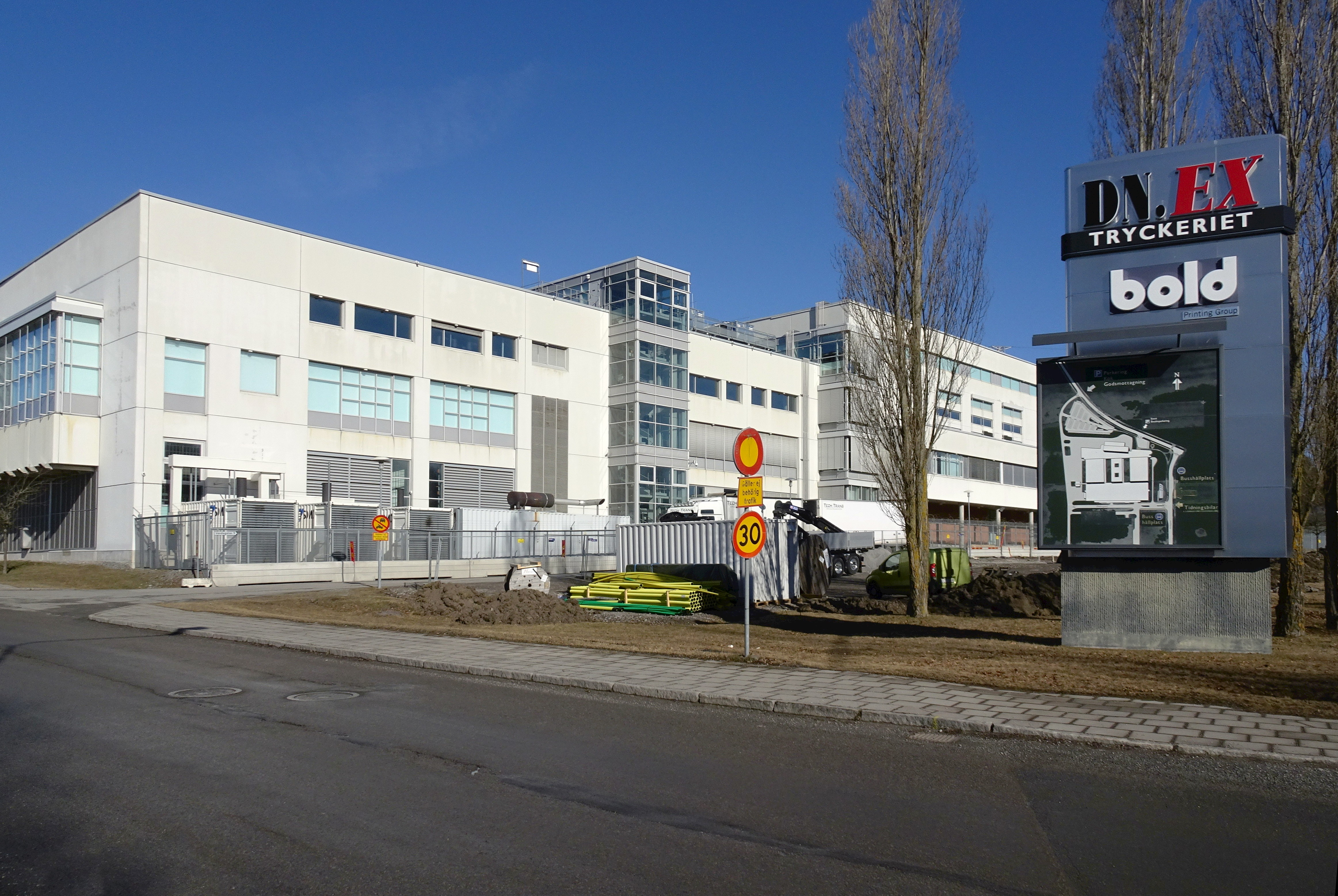
DNEX-tryckeriet, Akalla, 1992-1993